# Deinfluencer
Deinfluencer ist ein kanadisch-neuseeländisch-britischer Horrorfilm aus dem Jahr 2022.

## Handlung
Kelly ist eine attraktive Cheerleaderin und mit mehr als 400.000 Followern auch eine erfolgreiche Influencerin. Nun ist sie aber in einem Heizungskeller gefangen. Ihr Entführer Charles tritt ihr mit einer Clownsmaske entgegen und gibt vor, ehrlich zu ihr zu sein, wenn sie freundlich mit ihm rede. Sie könne freikommen, wenn sie einige Aufgaben erfüllt. Dafür muss sie mit neuen Social-Media-Fotos jeweils innerhalb eines Zeitlimits eine bestimmte Anzahl an Likes erhalten. Dazu hat Charles, der sich die meiste Zeit über Lautsprecher meldet, einen Greenscreen mit Kamera eingerichtet.
Als erste Aufgabe soll Kelly 1.000 Likes in einer Stunde schaffen. Sie weigert sich jedoch zunächst. Als sie dann doch das Foto macht, verpasst sie das Ziel mit einem Like zu wenig. Charles schlägt sie nieder und als sie wieder zu sich kommt, behauptet er, dass er ihr einen Zeh amputiert habe. Später taucht eine weitere Frau namens Sabrina auf, die zunächst an einen Stuhl gefesselt ist. Sie nutzt ihre Smartwatch, um Nachrichten an die Familie und Polizei zu schicken. Eine Ecke, die als Toilette dient und nicht kameraüberwacht ist, nutzen die beiden Frauen zur Kommunikation nach draußen. Für die zweite Aufgabe (5.000 Likes in zwei Stunden) nutzt Kelly erstmals das Motto Sex sells und schüttet Wasser über sich. Diesmal gelingt die Aufgabe.
Die erforderliche Like-Zahl steigt immer wieder. Beim nächsten Mal möchte Kelly für das Foto Sprühsahne auf ihrem nackten Körper verteilen, um mit noch mehr Sex zu punkten. Aber Charles lehnt es mit Verweis auf die Social-Media-Regeln ab. Als Kelly wieder aufwacht, hat sie ein großes Pflaster am Bauch und Sabrina berichtet ihr, dass Charles Kelly eine Niere entnommen habe. Außerdem verweist Charles immer wieder auf eine Geschichte vom Schiff des Theseus, bei dem alle Teile komplett ersetzt wurden.
Kelly macht weiter mit Sex sells und nimmt eine Bilderserie mit einem Striptease auf. Bei Erfolg soll eine der Frauen freikommen Die Like-Zahlen schießen so sehr in die Höhe, dass Charles einen Betrug vermutet. Es kommt zum Streit zwischen den beiden Frauen, als Sabrina zugibt, Follower gekauft zu haben. Charles zerrt sie hinter eine Tür und erschießt sie. Wenig später wird Sabrina durch Jill  ersetzt. Für einen weiteren Social-Media-Post nehmen Kelly und Jill zusammen ein Video auf, in dem sie lesbische Liebe spielen. Als sie später versuchen, Charles zu überwältigen, erstickt Charles Jill mit einer Plastiktüte über dem Kopf.
Als Kelly wieder allein ist, rebelliert sie. Mit einer Metallstange zerstört sie die Monitore im Raum. Charles, der keine Maske mehr trägt, überwältigt sie jedoch und fesselt sie mit einer Kette. Kelly ist bereit zu sterben, aber sie soll als letzte Aktion einen zweiminütigen Livestream machen, in dem sie sagen kann, was sie will. Kelly weigert sich, bis Charles ihr ein Foto von ihrer kleinen Schwester zeigt. Er wirft Kelly vor, ein sechsjähriges Mädchen mit Social-Media-Vergleichen in den Selbstmord getrieben zu haben.
Kelly entschuldigt sich in dem kurzen Livestream bei ihrer Familie. Nach dem Livestream wartet sie darauf, erschossen zu werden. Doch plötzlich tauchen Sabrina und Jill lebend im Hintergrund auf. Nun stellt sich heraus, dass Charles nicht nur die Morde vorgetäuscht hat, sondern auch die Stimme von Detective Langley und Polizeisirenen, die Kelly hörte. Er ist nämlich der Vater der toten Sechsjährigen. Um den Einfluss von Social Media zu beenden, hat er die Deinfluencer gegründet, um Influencer zu ehrlichen Menschen zu machen. Sabrina und Jill haben die Prozedur, die Kelly gerade durchgemacht hat, schon hinter sich. Am Ende ist zu sehen, dass sich Kelly der Gruppe anschließt.

## Veröffentlichung
In Deutschland wurde Deinfluencer am 31. März 2023 auf DVD und Blu-ray Disc veröffentlicht, welche aufgrund des enthaltenen Bonusmaterials von der Freiwilligen Selbstkontrolle der Filmwirtschaft (FSK) eine Freigabe ab 18 Jahren erhielten, während der Film ab 16 Jahren freigegeben wurde.

## Rezeption
Für den Filmdienst ist es ein „tumber Horrorthriller [...], bei dem es darum geht, junge Leute mit groben Mitteln von der Sucht nach Social-Media-Selbstbestätigung zu kurieren, wobei die wohlfeile Medienkritik nur ein Deckmantel für ein maues Torture-Porn-Spektakel ist“. Auch der Rezensent von film-rezensionen.de ist unzufrieden: „Nicht nur, dass sich Deinfluencer [...] ewig hinzieht. Es gelingt zudem nicht, auf überzeugende Weise die eigene Absicht auf den Punkt zu bringen, weil Charles keine schlüssige Strategie verfolgt. Da sich zudem die Figuren willkürlich verhalten und viele Szenen sowie Dialoge unsinnig sind, ist das hier ein Genrevertreter, den man sich getrost sparen kann.“